# 非同步電路
非同步電路的邏輯是循序邏輯的普遍本質，但是由於它的彈性關係，他也是設計上困難度最高的。最基本的儲存元件是锁存器。锁存器可以在任何時間改變它的狀態，依照其他的锁存器訊號的變動，他們新的狀態就會被產生出來。非同步電路的複雜度隨著邏輯閘的增加，而複雜性也快速的增加，因此他們大部分僅僅使用在小的應用。然而，電腦輔助設計工具漸漸的可以簡化這些工作，允許更複雜的設計。
也可能建造出混合的電路，包含有同步的触发器和异步的锁存器（它们都是双稳态元件）。